# Rau de Balasse
El Rau de Balasse és un petit riu de segona categoria de Bèlgica. Neix a Fayt-lez-Manage, un antic municipi, alhora fusionat amb Manage a la província d'Hainaut, i desemboca després de 3,4 quilòmetres al Sennette a Bois-d'Haine. El seu nom prové del «Mas de Balasse», una antiga masia de la famíla dels Balasse, enderrocada per a la construcció de l'autopista de Valònia.

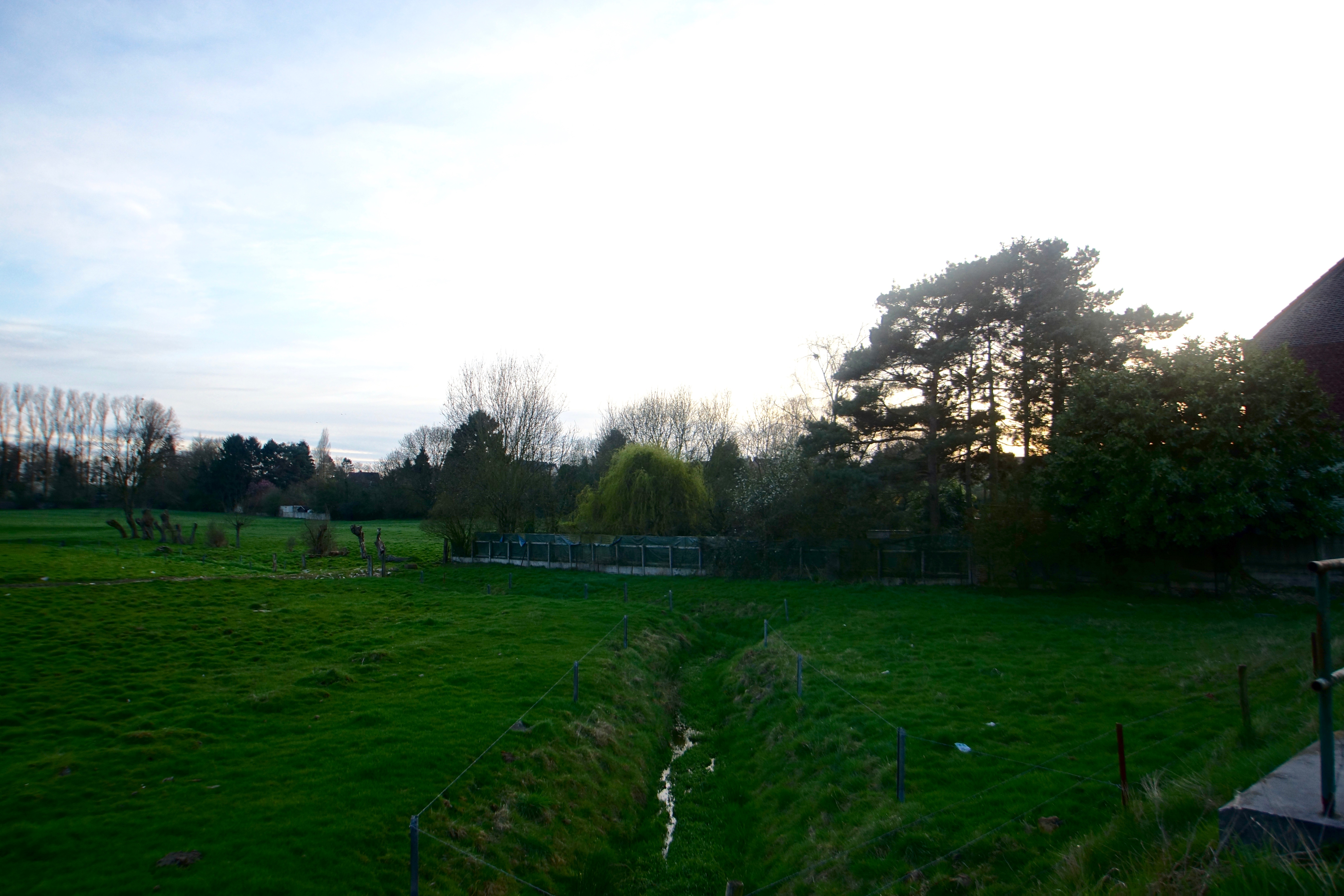
El rau a Bois-d'Haine